# Segunda Liga de 2022–23
A Segunda Liga de 2022-23, conhecida também como Liga Portugal 2 SABSEG por razões de patrocínio, foi a 33ª edição da Segunda Liga.

## Transmissões televisivas

### Em Portugal
A Liga Portugal 2 Sabseg é transmitida nos canais Premium da Sport TV, no Match Player em sinal aberto por streaming no site da Sport TV e na Sport TV + em sinal aberto nos operadoras de cabo MEO,NOS e Vodafone.
Também o Canal 11 em parceria com a Sport TV transmite 2 jogos por jornada.
Os canais dos clubes Porto Canal e BTV (Benfica TV) também transmitem os jogos das respetivas equipas B em casa.

## Participantes
| Clube               | Cidade               | Estádio                                       | Lotação | 2021/2022    |
| ------------------- | -------------------- | --------------------------------------------- | ------- | ------------ |
| Académico de Viseu  | Viseu                | Estádio Municipal do Fontelo                  | 6,912   | 15º          |
| B-SAD               | Oeiras               | Estádio Nacional                              | 37,593  | 18º (I Liga) |
| Benfica B           | Lisboa               | Benfica Campus                                | 2,644   | 5º           |
| Estrela da Amadora  | Amadora              | Estádio José Gomes                            | 9,288   | 14º          |
| Farense             | Faro                 | Estádio de São Luís                           | 7,000   | 11º          |
| Feirense            | Santa Maria da Feira | Estádio Marcolino de Castro                   | 5,401   | 4º           |
| Leixões             | Matosinhos           | Estádio do Mar                                | 9,821   | 8º           |
| Mafra               | Mafra                | Estádio Municipal de Mafra                    | 1,257   | 9º           |
| Moreirense          | Guimarães            | Estádio Comendador Joaquim de Almeida Freitas | 6,150   | 16º (I Liga) |
| Nacional da Madeira | Funchal              | Estádio da Madeira                            | 5,200   | 6º           |
| Oliveirense         | Oliveira de Azeméis  | Estádio Dr. Carlos Osório                     | 1,750   | 2º (Liga 3)  |
| Penafiel            | Penafiel             | Estádio Municipal 25 de Abril                 | 5,320   | 7º           |
| Porto B             | Porto                | Estádio Dr. Jorge Sampaio                     | 8,270   | 10º          |
| Sporting da Covilhã | Covilhã              | Estádio Municipal José dos Santos Pinto       | 2,300   | 16°          |
| Tondela             | Tondela              | Estádio João Cardoso                          | 5,000   | 17º (I Liga) |
| Torreense           | Torres Vedras        | Estádio Manuel Marques                        | 2,431   | 1º (Liga 3)  |
| Trofense            | Trofa                | Estádio do Clube Desportivo Trofense          | 5,074   | 13º          |
| Vilafranquense      | Vila Franca de Xira  | Estádio Municipal de Rio Maior                | 7,000   | 12º          |

| Pos. | Despromovidos da Liga Sabseg |
| ---- | ---------------------------- |
| 17.º | Varzim SC                    |
| 18.º | Académica                    |

| Pos. | Promovidos da Campeonato de Portugal |
| ---- | ------------------------------------ |
| 1.º  | Torreense                            |
| 2.º  | Oliveirense                          |

## Tabela classificativa
Atualizado em 29/05/2023
| #  | Equipa              | J  | V  | E  | D  | GP | GC | SG  | Pts | Classificação                                   |
| -- | ------------------- | -- | -- | -- | -- | -- | -- | --- | --- | ----------------------------------------------- |
| 1  | Moreirense          | 34 | 24 | 7  | 3  | 77 | 38 | +39 | 79  | Promovido à Primeira Liga de 2023–24            |
| 2  | Farense             | 34 | 21 | 6  | 7  | 57 | 34 | +23 | 69  | Promovido à Primeira Liga de 2023–24            |
| 3  | Estrela da Amadora  | 34 | 16 | 15 | 3  | 55 | 35 | +20 | 63  | Play-off de promoção à Primeira Liga de 2023–24 |
| 4  | Académico de Viseu  | 34 | 14 | 11 | 9  | 51 | 45 | +6  | 53  |                                                 |
| 5  | Porto B             | 34 | 14 | 9  | 11 | 48 | 40 | +8  | 51  | Equipa B - Não pode subir à Primeira Liga.      |
| 6  | Feirense            | 34 | 11 | 13 | 10 | 43 | 37 | +6  | 46  |                                                 |
| 7  | Vilafranquense      | 34 | 12 | 10 | 12 | 42 | 36 | +6  | 46  |                                                 |
| 8  | Mafra               | 34 | 12 | 11 | 11 | 46 | 49 | −3  | 47  |                                                 |
| 9  | Torreense           | 34 | 13 | 5  | 16 | 38 | 41 | −3  | 44  |                                                 |
| 10 | UD Oliveirense      | 34 | 11 | 10 | 13 | 51 | 50 | +1  | 43  |                                                 |
| 11 | Tondela             | 34 | 8  | 16 | 10 | 35 | 35 | 0   | 40  |                                                 |
| 12 | FC Penafiel         | 34 | 9  | 12 | 13 | 36 | 47 | −11 | 39  |                                                 |
| 13 | Nacional da Madeira | 34 | 10 | 9  | 15 | 35 | 46 | −11 | 39  |                                                 |
| 14 | Benfica B           | 34 | 10 | 8  | 16 | 52 | 58 | −6  | 38  | Equipa B - Não pode subir à Primeira Liga.      |
| 15 | Leixões             | 34 | 10 | 9  | 15 | 38 | 49 | −11 | 38  |                                                 |
| 16 | B-SAD               | 34 | 9  | 8  | 17 | 41 | 59 | −18 | 35  | Play-off de despromoção à Liga 3 de 2023–24     |
| 17 | Trofense            | 34 | 8  | 8  | 18 | 31 | 51 | −20 | 32  | Rebaixado para Liga 3 de 2023–24                |
| 18 | Covilhã             | 34 | 7  | 7  | 20 | 31 | 57 | −26 | 28  | Rebaixado para Liga 3 de 2023–24                |

## Play-off manutenção/promoção
O B SAD, 16º classificado, disputou um play-off com o Länk Vilaverdense, vencedor do play-off da Liga 3 de 2022–23 a 2 mãos para decidir a equipa a participar na Segunda Liga de 2023–24.

### Primeira mão
| 3 Junho 2023 | Länk Vilaverdense    | 1 – 1 | B SAD          | Campo da Cruz do Reguengo, Vila Verde |
| 18:00 UTC+1  | Gonçalo Teixeira 30' |       | João Marcos 5' | Árbitro: Gustavo Correia              |

### Segunda mão
| 11 Junho 2023 | B SAD | 0 – 1 | Länk Vilaverdense | Estádio Municipal de Rio Maior, Rio Maior |
| 17:00 UTC+1   |       |       | João Batista 21'  | Árbitro: Artur Soares Dias                |

Länk Vilaverdense venceu a eliminatória por 2–1.